# Integrale di Riemann-Stieltjes
In analisi matematica, l'integrale di Riemann-Stieltjes è una generalizzazione dell'integrale di Riemann. L'integrale prende il nome dai matematici Bernhard Riemann e Thomas Joannes Stieltjes.
Una generalizzazione di questo operatore è data dall'integrale di Lebesgue-Stieltjes.

## Definizione
Date due funzioni di variabile reale {\displaystyle f,\,g:\mathbb {R} \rightarrow \mathbb {R} }, sia {\displaystyle x_{0}=a<x_{1}<x_{2}<\ldots <x_{i}<\ldots <x_{n}=b} una partizione dell'intervallo {\displaystyle [a,b]\subset \mathbb {R} }. Da ognuno dei sottointervalli definiti dalla partizione si consideri un punto {\displaystyle c_{i}\in \left[x_{i},x_{i+1}\right]}. Il calibro {\displaystyle \delta (P)} della partizione {\displaystyle P} è la massima ampiezza tra i sottointervalli della partizione:
{\displaystyle \delta (P)=\max _{x_{i}\in P}|x_{i+1}-x_{i}|}
L'integrale di Riemann-Stieltjes di {\displaystyle f} rispetto a {\displaystyle g}, denotato da:
{\displaystyle \int _{a}^{b}f(x)\mathrm {d} g(x)}
è definito come il seguente limite:
{\displaystyle \lim _{\delta (P)\rightarrow 0}\sum _{x_{i}\in P}f(c_{i})(g(x_{i+1})-g(x_{i}))}
se esso esiste indipendentemente dalla scelta dei punti {\displaystyle c_{i}}. La funzione {\displaystyle f} è definita integranda, mentre {\displaystyle g} è la funzione integratrice.
Esistono diversi teoremi riguardanti l'esistenza del limite sopra definito; la condizione di esistenza più semplice stabilisce che la funzione integranda sia continua, e la funzione integratrice sia a variazione limitata; quest'ultima condizione equivale a chiedere che {\displaystyle g} sia la differenza di due funzioni monotone. Un'altra condizione di esistenza è che le due funzioni non condividano alcuno punto di discontinuità.

## Legami con gli altri tipi di integrali
Perché l'integrale sopra definito esista, sono richieste condizioni più deboli rispetto a quelle dell'integrale di Riemann. Se la funzione {\displaystyle g} è di classe {\displaystyle C^{1}}, ovvero derivabile e con derivata continua, l'integrale sopra definito coincide con l'integrale di Riemann:
{\displaystyle \int _{a}^{b}f(x)g^{\prime }(x)\mathrm {d} x}
In generale, tuttavia, la funzione integratrice può presentare discontinuità di salto o altre irregolarità che rendono impossibile utilizzare l'espressione che contiene la sua derivata (come ad esempio nel caso della funzione di Cantor). È così possibile estendere la nozione di integrabilità anche a molti casi non trattabili tramite l'integrale di Riemann. Inoltre, per l'integrale di Riemann-Stieltjes valgono tutte le usuali proprietà dell'integrale di Riemann.
È possibile estendere ancora la classe delle funzioni integrabili, considerando l'integrale di Lebesgue; tuttavia se si ammettono integrali impropri, quest'ultimo non può essere considerato in senso stretto come una generalizzazione dell'integrale di Riemann-Stieltjes. L'integrale di Lebesgue-Stieltjes costituisce la generalizzazione degli integrali di Riemann-Stieltjes e Lebesgue.

## Applicazioni
L'integrale di Riemann-Stiltjes trova applicazione in molti campi della matematica e della fisica, laddove si incontrano funzioni non integrabili secondo Riemann.

### Fisica
In fisica è possibile esprimere numerose quantità per mezzo di integrali; ad esempio, la massa di un oggetto può essere espressa come somma infinita delle infinitesime masse che la compongono, o del prodotto tra densità e volume:
{\displaystyle M=\int \mathrm {d} \mu =\int \rho \mathrm {d} V}
La prima espressione ha tuttavia significato solo se la massa ha una distribuzione continua nello spazio; la seconda, se calcolata come integrale di Riemann-Stieltjes, consente di dare significato all'integrale anche nel caso di distribuzioni di massa discontinue (ad esempio puntiformi).

### Distribuzioni di probabilità
Si consideri una funzione di ripartizione {\displaystyle g} di una variabile aleatoria {\displaystyle X}; la derivata di {\displaystyle g} è la sua densità di probabilità. Data una funzione {\displaystyle f} per cui il valore atteso {\displaystyle E(|f(X)|)} è finito, vale la formula:
{\displaystyle E(f(X))=\int _{-\infty }^{+\infty }f(x)g^{\prime }(x)\mathrm {d} x}
Se per la variabile aleatoria {\displaystyle X} non è possibile definire una funzione di densità di probabilità (ad esempio se {\displaystyle X} ha una distribuzione discreta), non è possibile applicare la formula precedente; utilizzando l'integrale di Riemann-Stieltjes, si può invece esprime il valore atteso di {\displaystyle f(X)} come:
{\displaystyle E(f(X))=\int _{-\infty }^{+\infty }f(x)\mathrm {d} g}
per qualunque distribuzione cumulativa di probabilità.

### Analisi funzionale
Lo spazio duale dello spazio di Banach delle funzioni continue {\displaystyle C[a,b]} sull'intervallo {\displaystyle [a,b]\subset \mathbb {R} } si può rappresentare come lo spazio formato dagli integrali di Riemann-Stieltjes rispetto a funzioni a variazione limitata.